# Hypselobarbus thomassi
Hypselobarbus thomassi är en fiskart som först beskrevs av Day, 1874.  Hypselobarbus thomassi ingår i släktet Hypselobarbus och familjen karpfiskar. IUCN kategoriserar arten globalt som akut hotad. Inga underarter finns listade i Catalogue of Life.